# Matt Costa
 (janvier 2024).
Matt Costa (né Matthew Albert Costa le 16 juin 1982) est un auteur-compositeur de Huntington Beach, Californie.
Il a réalisé cinq disques sous label indépendant : un self-titled five-song EP en 2003, un album Songs We Sing, un maxi-titre 6 titres  The Elasmosaurus EP en 2005, un autre album Unfamiliar Faces sorti en 2008, ainsi que Mobile Chateau en 2010.

## Biographie
Matt Costa pratiquait le skateboard à un très bon niveau en tant qu'amateur avec Chad Muska entre autres avant que Chad passe pro.
Matt a eu un accident très grave de skateboard et lorsqu'il était à l'hôpital il commence à jouer de la guitare plus sérieusement et à écrire ses propres textes.
En effet, pour son 12e anniversaire, il avait eu une guitare, mais passionné par le skateboard il n'y attachait pas beaucoup d'importance.

## Discographie

### Albums
- 2005: Songs We Sing (sous label indépendant)
- 2006: Songs We Sing (Brushfire ré-édité)
- 2008: Unfamiliar Faces
- 2010: Mobile Chateau
- 2013: Matt Costa

### EPs
- 2003: Matt Costa EP
- 2005: The Elasmosaurus EP
- 2005: Some Live Songs EP (with Jack Johnson, G. Love and Special Sauce, Donavon Frankenreiter & Zach Gill of ALO)

### Singles
- 2006: "Cold December"
- 2006: "Sweet Thursday"
- 2006: "Sunshine"
- 2007: "Mr. Pitiful"